# Saint-Vincent-des-Prés (Sarthe)
Pour les articles homonymes, voir Saint-Vincent et Saint-Vincent-des-Prés.
Saint-Vincent-des-Prés est une commune française, située dans le département de la Sarthe en région Pays de la Loire, peuplée de 503 habitants (les Viventiens).
La commune fait partie de la province historique du Maine, et se situe dans le Saosnois.

## Géographie
À 7 km au sud de Mamers, Saint-Vincent-des-Prés est située au croisement des routes de Saint-Rémy-des-Monts à Moncé-en-Saosnois (nord-sud) et de Saint-Pierre-des-Ormes à Monhoudou. La rivière la Dive traverse la commune et alimente un moulin encore en exploitation.

### Lieux-dits et écarts
Clos-Morin, Danay, la Fiselière, Beau Soleil, la Gombaudière, la Malverte, l'Épinay.

### Communes limitrophes
| Commerveil | Commerveil             | Saint-Rémy-des-Monts   |
| Commerveil | Saint-Vincent-des-Prés | Saint-Pierre-des-Ormes |
| Monhoudou  | Moncé-en-Saosnois      | Moncé-en-Saosnois      |

### Climat
Pour des articles plus généraux, voir Climat des Pays de la Loire et Climat de la Sarthe.
En 2010, le climat de la commune est de type climat océanique dégradé des plaines du Centre et du Nord, selon une étude du CNRS s'appuyant sur une série de données couvrant la période 1971-2000. En 2020, Météo-France publie une typologie des climats de la France métropolitaine dans laquelle la commune est exposée à un climat océanique altéré et est dans la région climatique  Normandie (Cotentin, Orne), caractérisée par une pluviométrie relativement élevée (850 mm/a) et un été frais (15,5 °C) et venté. 
Pour la période 1971-2000, la température annuelle moyenne est de 10,9 °C, avec une amplitude thermique annuelle de 13,9 °C. Le cumul annuel moyen de précipitations est de 709 mm, avec 11,6 jours de précipitations en janvier et 7,4 jours en juillet. Pour la période 1991-2020, la température moyenne annuelle observée sur la station météorologique de Météo-France la plus proche, « Commerveil_sapc », sur la commune de Commerveil à 3 km à vol d'oiseau, est de 11,9 °C et le cumul annuel moyen de précipitations est de 712,2 mm,. Pour l'avenir, les paramètres climatiques de la commune estimés pour 2050 selon différents scénarios d'émission de gaz à effet de serre sont consultables sur un site dédié publié par Météo-France en novembre 2022.

## Urbanisme

### Typologie
Au 1er janvier 2024, Saint-Vincent-des-Prés est catégorisée commune rurale à habitat dispersé, selon la nouvelle grille communale de densité à sept niveaux définie par l'Insee en 2022.
Elle est située hors unité urbaine. Par ailleurs la commune fait partie de l'aire d'attraction de Mamers, dont elle est une commune de la couronne,. Cette aire, qui regroupe 21 communes, est catégorisée dans les aires de moins de 50 000 habitants,.

### Occupation des sols
L'occupation des sols de la commune, telle qu'elle ressort de la base de données européenne d’occupation biophysique des sols Corine Land Cover (CLC), est marquée par l'importance des territoires agricoles (96,3 % en 2018), une proportion sensiblement équivalente à celle de 1990 (96,6 %). La répartition détaillée en 2018 est la suivante : 
terres arables (81,8 %), prairies (11,7 %), zones urbanisées (3,7 %), zones agricoles hétérogènes (2,8 %). L'évolution de l’occupation des sols de la commune et de ses infrastructures peut être observée sur les différentes représentations cartographiques du territoire : la carte de Cassini (XVIIIe siècle), la carte d'état-major (1820-1866) et les cartes ou photos aériennes de l'IGN pour la période actuelle (1950 à aujourd'hui).

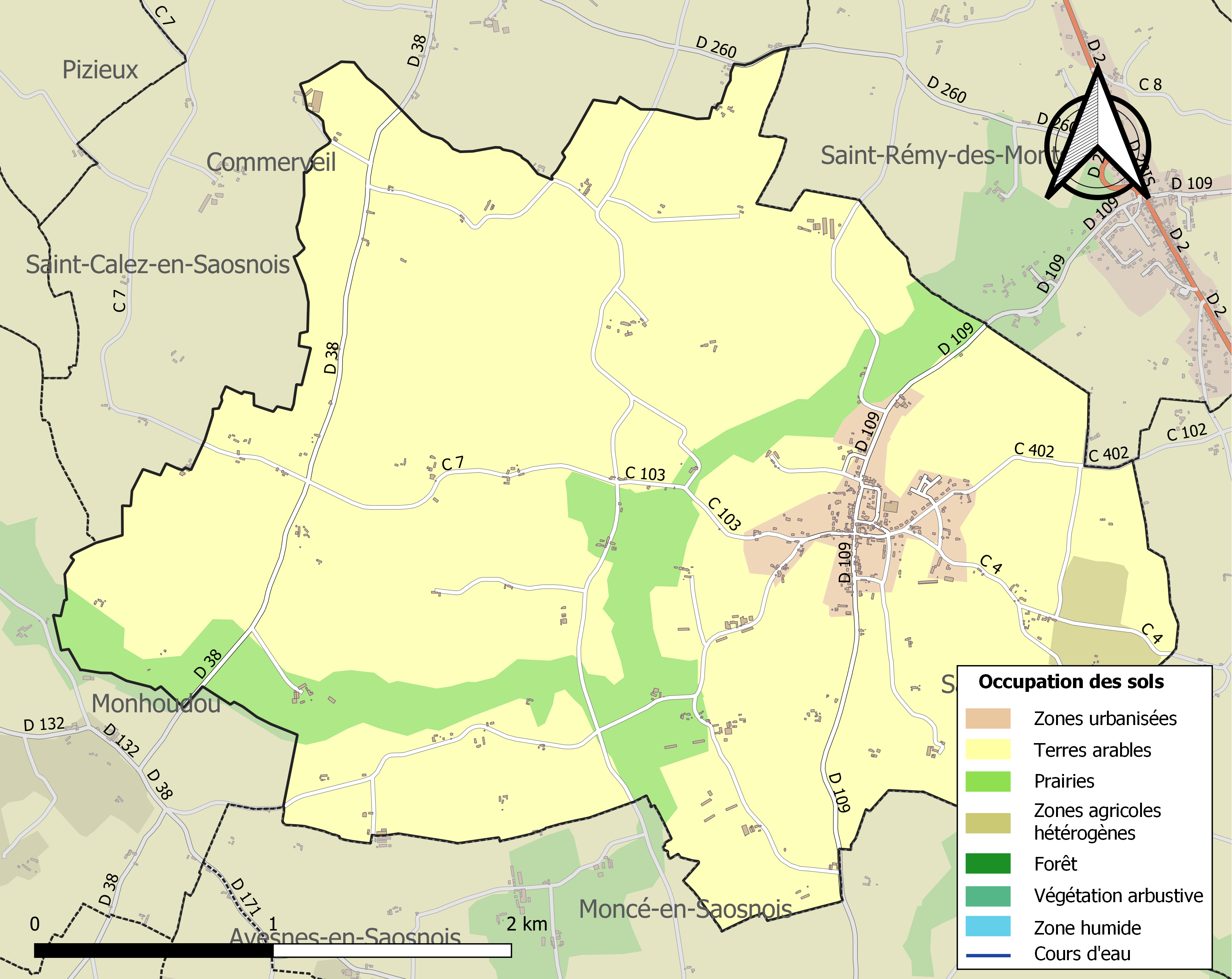
Carte des infrastructures et de l'occupation des sols de la commune en 2018 (CLC).

## Toponymie
D’après Taverdet, son toponyme s’écrivait Parrochia Sancti Vivenciani au XIIe siècle, ce qui signifiait « la paroisse de Saint-Vivencien ». Pesche propose également une forme toponymique voisine, malheureusement non datée, seu Viventioani a Pratis, qui peut se traduire par « Saint-Viventien des Près ». Par la suite, ce saint assez méconnu aurait été confondu avec saint Vincent, martyrisé en Espagne au IIIe siècle, puis devenu patron des vignerons. Quant aux prés en question, ce pourrait bien être ceux de la vallée de la Dive où se trouve d’ailleurs le Moulin des Prés[réf. nécessaire].

## Histoire
C'est vers le VIe siècle que Viventien s'est établi dans le Saonois. Il exerçait la profession de cordonnier. Il fut assassiné près d'une fontaine par un ouvrier jaloux de l'austérité de sa vie et de la qualité de son travail. Son corps fut retrouvé dans la fontaine où un oratoire a été construit. Cette « fontaine Saint-Viventien » est toujours réputée bénéfique.
Saint Viventien est donc à l'origine du gentilé Viventiens.

## Politique et administration
| Période                                  | Période  | Identité            | Étiquette | Qualité                                     |
| ---------------------------------------- | -------- | ------------------- | --------- | ------------------------------------------- |
| -                                        | -        | Nicolas Aubry       |           |                                             |
| 1815                                     | 1832     | Jean Blot           |           |                                             |
| -                                        | -        | Félix Plady         |           |                                             |
| -                                        | -        | - Boulay            |           |                                             |
| -                                        | -        | Émile Renault       |           |                                             |
| -                                        | -        | Gaston Manguin      |           |                                             |
| 1977                                     | -        | Eugène Besnard      |           |                                             |
| 1995                                     | 2007     | Henri de Roquefeuil |           | Vice-président de la communauté de communes |
| 2007                                     | En cours | Patrick Gosnet      | SE        | Agriculteur                                 |
| Les données manquantes sont à compléter. |          |                     |           |                                             |

Le conseil municipal est composé de quinze membres dont le maire et trois adjoints.

## Démographie
L'évolution du nombre d'habitants est connue à travers les recensements de la population effectués dans la commune depuis 1793. Pour les communes de moins de 10 000 habitants, une enquête de recensement portant sur toute la population est réalisée tous les cinq ans, les populations de référence des années intermédiaires étant quant à elles estimées par interpolation ou extrapolation. Pour la commune, le premier recensement exhaustif entrant dans le cadre du nouveau dispositif a été réalisé en 2005.
En 2022, la commune comptait 503 habitants, en évolution de −3,08 % par rapport à 2016 (Sarthe : −0,25 %, France hors Mayotte : +2,11 %).
Saint-Vincent-des-Prés a compté jusqu'à 1 241 habitants en 1836.
| 1793  | 1800 | 1806  | 1821  | 1831  | 1836  | 1841  | 1846  | 1851  |
| ----- | ---- | ----- | ----- | ----- | ----- | ----- | ----- | ----- |
| 1 141 | 964  | 1 190 | 1 161 | 1 238 | 1 241 | 1 190 | 1 131 | 1 059 |

| 1856 | 1861 | 1866 | 1872 | 1876 | 1881 | 1886 | 1891 | 1896 |
| ---- | ---- | ---- | ---- | ---- | ---- | ---- | ---- | ---- |
| 980  | 944  | 900  | 882  | 821  | 774  | 724  | 708  | 645  |

| 1901 | 1906 | 1911 | 1921 | 1926 | 1931 | 1936 | 1946 | 1954 |
| ---- | ---- | ---- | ---- | ---- | ---- | ---- | ---- | ---- |
| 651  | 646  | 609  | 556  | 551  | 537  | 522  | 522  | 558  |

| 1962 | 1968 | 1975 | 1982 | 1990 | 1999 | 2005 | 2006 | 2010 |
| ---- | ---- | ---- | ---- | ---- | ---- | ---- | ---- | ---- |
| 495  | 438  | 356  | 356  | 379  | 407  | 455  | 458  | 502  |

| 2015 | 2020 | 2022 | - | - | - | - | - | - |
| ---- | ---- | ---- | - | - | - | - | - | - |
| 522  | 503  | 503  | - | - | - | - | - | - |

## Économie
Agriculture, élevage, minoterie, plasturgie par extrusion (Samex).

## Lieux et monuments
- Église romane Saint-Viventien du XIIe siècle reconstruite en 1898-1899. Tableau L'Assomption et le Couronnement de la Vierge par François Mongendre de 1670, inscrit à titre d'objet aux Monuments historiques[22]. Vitrail des anges musiciens.
- Monument aux morts.
- Fontaine Saint-Viventien : lieu de recueillement, la source réputée guérir les maladies des yeux donne lieu, depuis plus de cinq siècles, à un pèlerinage qui se déroule début août.
- Moulin des Prés.

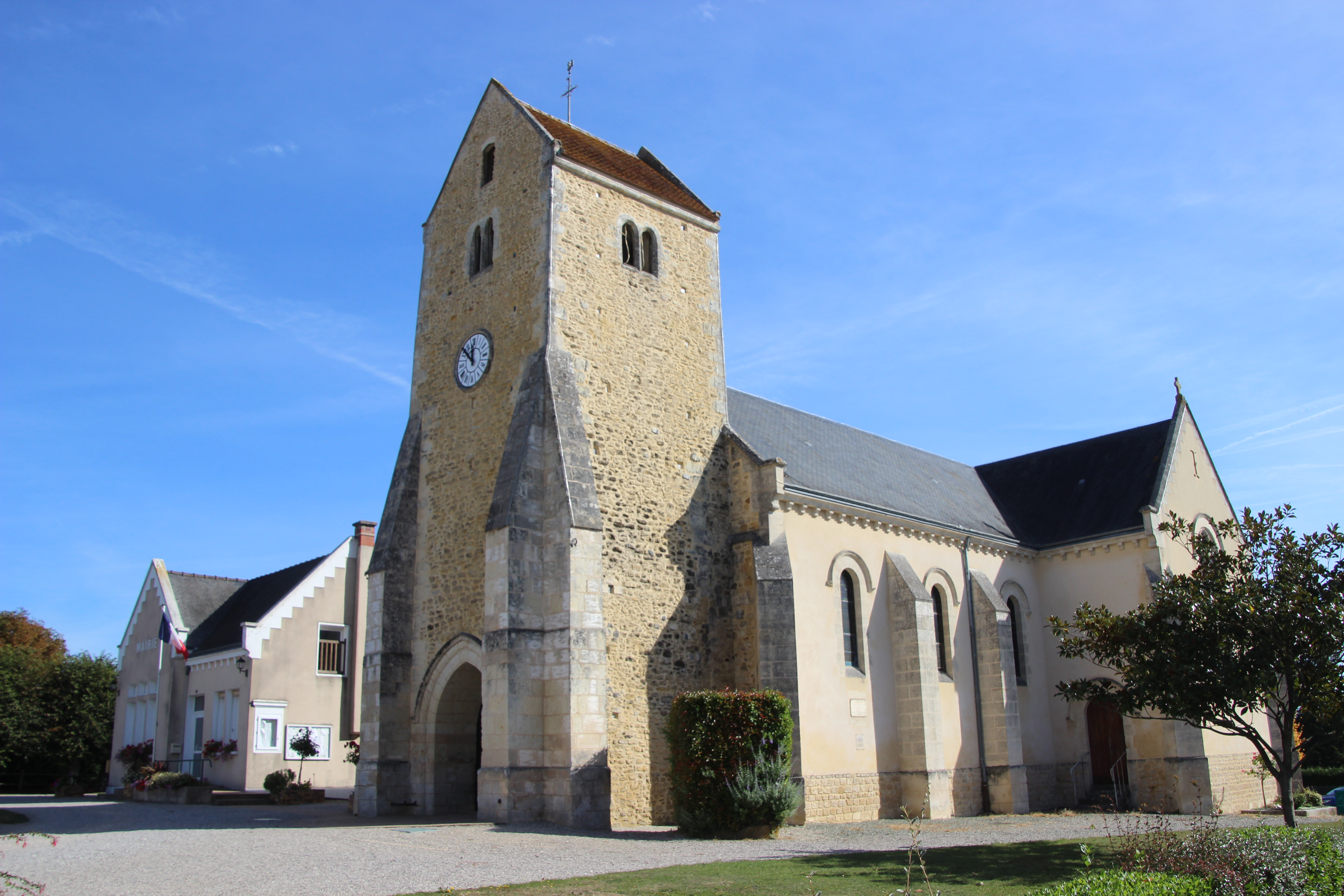
Église Saint-Viventien.
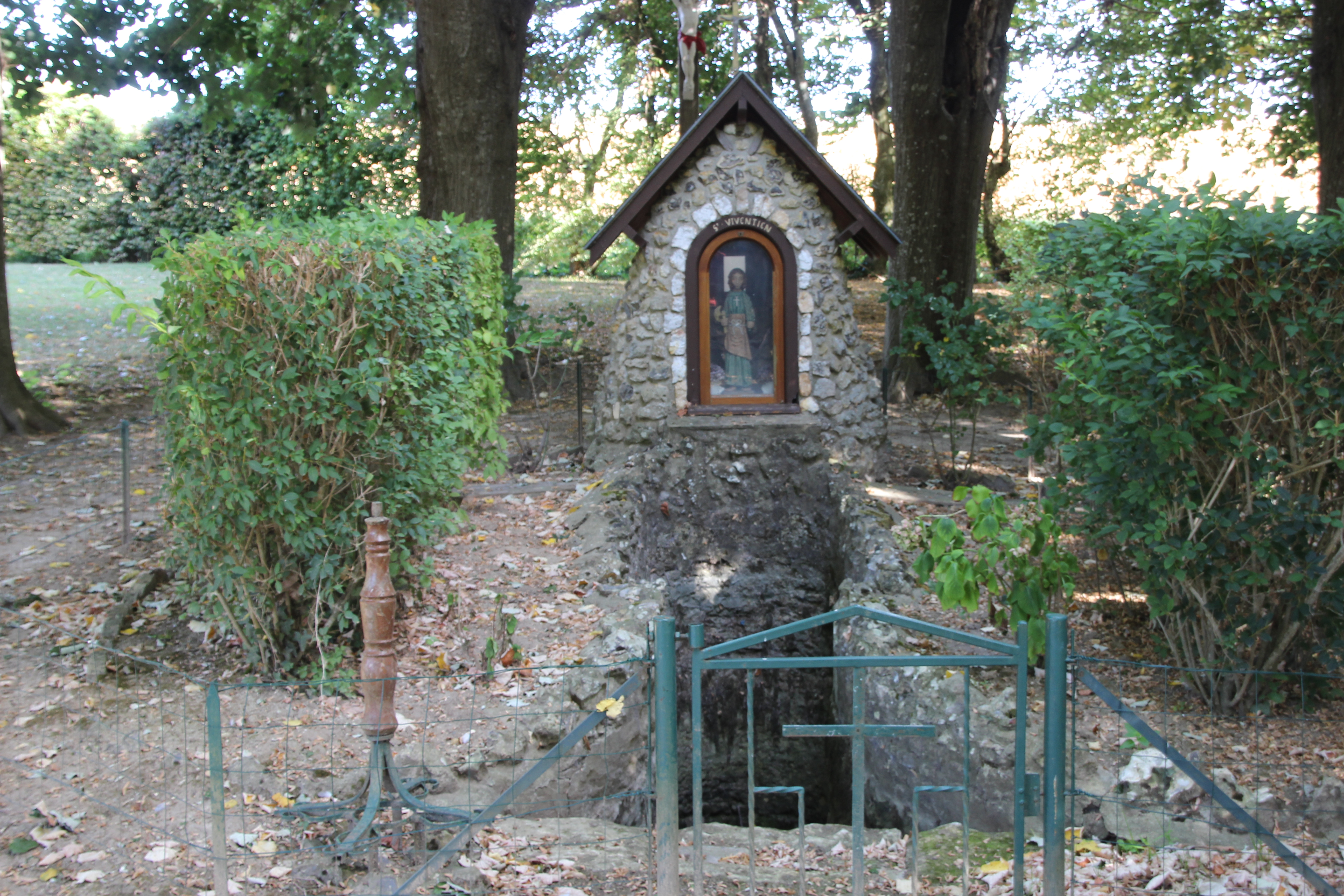
Fontaine Saint-Viventien.
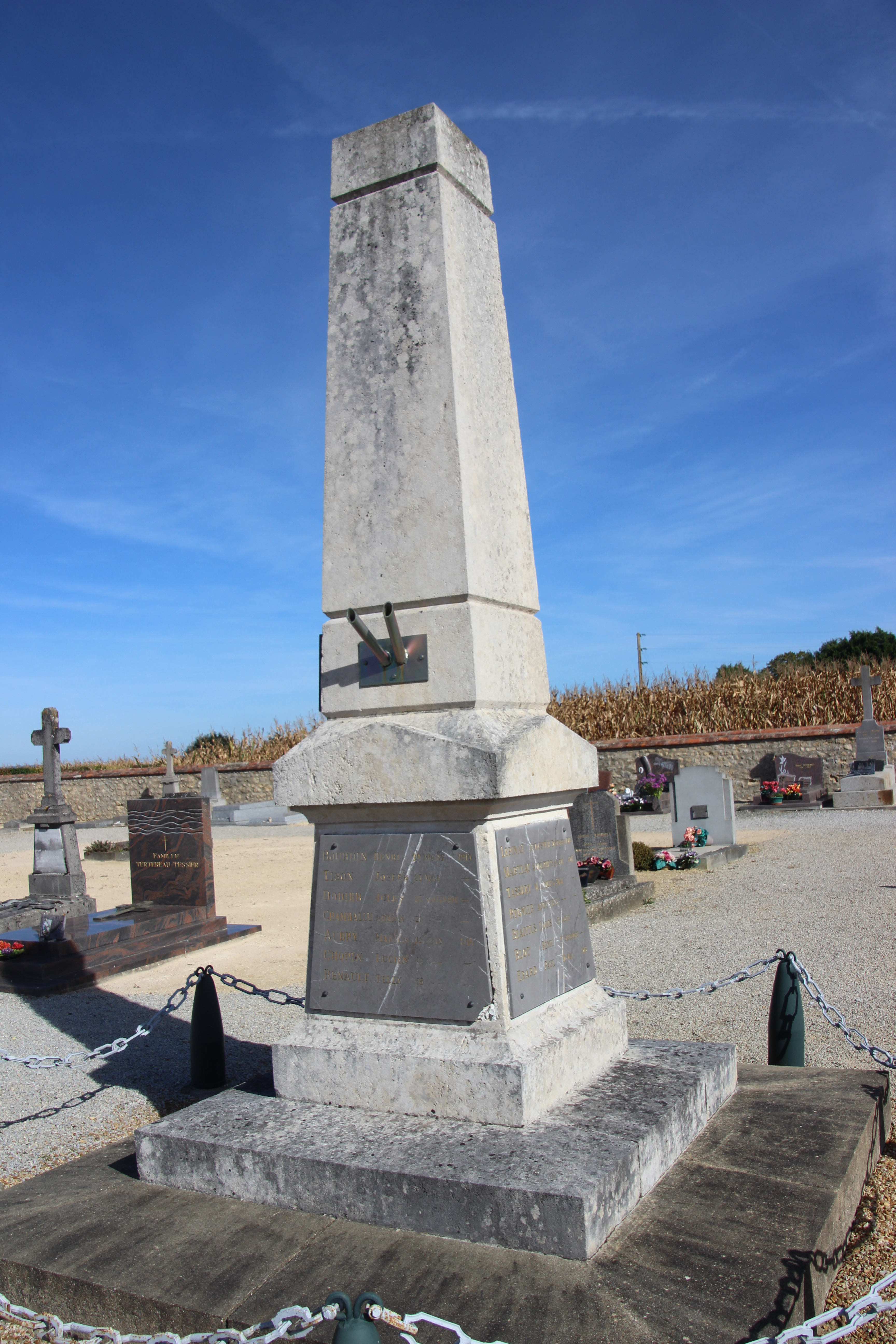
Monument aux morts.

## Activité et manifestations

### Jumelages
Contact des associations locales avec :
- Bavière (Allemagne) région de Gerolzhofen et Sommerach
- Lincolnshire (Angleterre) région de Market Rasen.
- Saint-Vincent-des-Prés (Saône-et-Loire) (France).

### Associations
- L'harmonie de Saint-Vincent-des-Prés, créée en 1926 par Émile Renault, maire du village pendant de longues années. Une école de musique est en place pour former de futurs musiciens[réf. souhaitée].

### Sports
Saint-Vincent Sports fait évoluer deux équipes de football en divisions de district.

### Manifestations
- Fête patronale le premier dimanche d'août.
- Fêtes de sainte Cécile, organisées par l'harmonie de Saint-Vincent-des-Prés.